# Hermippus minutus
Hermippus minutus là một loài nhện trong họ Zodariidae.
Loài này thuộc chi Hermippus. Hermippus minutus được Rudy Jocqué miêu tả năm 1986.